# Ribniki vár
Ribnik vára (horvátul: Stari grad Ribnik) egy vár Horvátországban, Károlyváros megyében, az Ozalytól délnyugatra fekvő Ribnik területén.

## Fekvése
A vár Ribnik falu belterületén, az északról dombokkal határolt, a Muljevac patak vizével táplált mocsaras rét közepén áll.

## Története
A várat 1380 körül Mikcsfi István fia Ákos bán építtette, először 1390-ben kelt végrendelete említi. A vár az Obrh patak forrása közelében fekszik, melynek vize teljesen közbevette, ezért régen Wasserburgnak, azaz vízivárnak is nevezték. 1394-ben a Frangepánok vásárolták meg 9600 aranydukátért és másfél évszázadig uralmuk alatt maradt. Ekkor élte fénykorát, mert a grófok fényes palotát építettek fel benne. A vesztes korbavai csata után a vár stratégiai szerepe megnőtt. 1543-ban a török feldúlta és kifosztotta a vidéket, maga a vár is károkat szenvedett. A környéken sok falu lakatlan maradt, lakossága elmenekült, vegy fogságba esett. Ribnik 1544-ben Frangepán Katalin házassága révén Ozallyal együtt a Zrínyeké lett. 1575-ben Ferat pasa Metlikáig dúlta a vidéket, két évvel később mintegy kilencszáz lakost hajtott el a török fogságba, majd 1578-ban újra rabolva pusztított. A 17. század már békésebbnek bizonyult, a török támadások ereje is gyengült. Zrínyi Péter sokat tartózkodott falai között, több levelet is keltezett innen. Zrínyi Ádám halála után a birtok a kincstárra szállt, majd százhúszezer forintért Ozallyal együtt a Petazzi grófok vásárolták meg. 1702-től 1809-ig a Petazzi családé, majd Filip Vukasović birtoka, aki 1858-ig birtokolta, ezután Josip Gal vásárolta meg. A vár ma is teljes épségben áll.

## A vár mai állapota
Ribnik vára egy domb lábánál sík területen áll. Hozzávetőlegesen kerek alaprajzú, emeletes, zárt belső udvaros vár. Úgy építették, hogy minden oldalról védeni lehessen. Veszély esetén lezárták a patakot, így a vár körül tó alakult ki. A vár legrégibb része az öregtorony, mely mellé a Frangepánok később felvonóhidas kapuépítményt emeltek. A gótikus kőkeretes kapu fölött ma is látható a Frangepánok címere. Ebben az időben épült a várkápolna is, mely két szintes. A boltozott alsó rész a szolganépé, a szebben kiképzett felső rész a várúr kápolnája volt. A várudvart gazdasági épületek övezik, míg felsőbb szintek lakóhelyiségül szolgáltak. A vár 2003. augusztusa óta magántulajdon, így nem látogatható.